# El sistema
El sistema (en anglès, the establishment o simplement establishment) és un terme informalment usat a la societat occidental actual per referir-se al grup dominant visible o elit que té el poder o l'autoritat en una nació. Alguns el relacionen amb el capitalisme radical, per exemple culpabilitzant a un per l'existència de l'altre o considerant al sistema l'anàleg al rei en un sistema feudal, per exemple; però ambdós conceptes són diferents.
Les ideologies i polítiques que critiquen o s'oposen a ser propietat i a la submissió al sistema són coneguts com a moviments antisistema.

## Ús a la Gran Bretanya
El terme pot ser usat per a descriure estructures específiques d'elit arrelades en institucions específiques, però la seva aplicació sol ser informal i és probablement més utilitzat pels mitjans de comunicació que pels acadèmics. El terme s'utilitza amb més freqüència en el Regne Unit, on inclou als dirigents polítics, els alts funcionaris públics, els financers i els industrials més importants, els directius de la BBC i els membres de la cort. El terme en aquest sentit, va ser encunyat pel periodista britànic Henry Fairlie, que al setembre de 1955, a la revista londinenca The Spectator va definir a la xarxa de persones prominents i ben connectades com The establishment, tot explicant:
| « | Per «establishment», no només vull definir els centres oficials de poder -per bé que, certament, són part d'això-, sinó a tota la matriu de relacions oficials i socials dins la qual s'exerceix el poder. L'exercici del poder al Regne Unit (més específicament, a Anglaterra) no pot entendre's sense reconèixer que aquest s'exerceix socialment. | » |

El terme va ser recollit ràpidament pels diaris i revistes de tot Londres, la qual cosa va tornar famós en Fairlie, però, Fairlie no va ser el primer a utilitzar el terme the establishment en aquest sentit, Ralph Waldo Emerson ho havia fet una segle abans. L'Oxford English Dictionary citaria la columna de Fairlie com el seu locus classicus.
Aquest ús de la paraula va ser influenciat probablement pel terme britànic «església establerta», que s'usa per a les esglésies oficials a Gran Bretanya. Molt aviat el terme es va considerar poc útil en la discussió de les elits del poder en molts països, tot i que la paraula anglesa s'utilitza com a manlleu en moltes llengües. En l'argot de la sociologia, un que no pertany a l'establishment és un outsider (estrany).

## Ús estès
El terme és utilitzat sovint pels dissidents per queixar-se d'un petit grup que domina una gran organització. Per exemple, el 1968, els acadèmics radicals van formar el «Sociology Liberation Movement» (Moviment d'Alliberament de la Sociologia) per repudiar la direcció excessivament dominant de l'American Sociological Association (Associació Sociològica Americana), a la qual es referien com l'«establishment de la sociologia nord-americana».
El terme és usat també, erròniament, en el context de la política de Hong Kong, on els partits polítics, els grups comunitaris, les cambres de comerç, els sindicats i individus que cooperen i són lleials amb el Partit Comunista Xinès i el govern de Hong Kong posterior a 1997, són etiquetats (més sovint autoetiquetats) com «pro-establishment». El terme va aparèixer per primera vegada al voltant de 2005, per contrastar amb el terme «camp pro-democràcia» i per desplaçar altres etiquetes més comunes i despectives. Així mateix, l'etiqueta d'«oposició», atorgada al camp pro-democràcia, és usada amb connotacions negatives al cantonès, parlat per la majoria en aquest territori, mentre que «pro-establishment» és considerat com a positiu, ja que utilitza els caràcters usats per constructiu i per sistemàtic i ordenat.